# SOA Records
La SOA Records è un'etichetta discografica fondata a Roma nel 1989 da Paolo Petralia (che poi diverrà membro dei Colonna Infame Skinhead e dei Comrades).

## Storia
Inizialmente nata come fanzine e chiamata SOA'zine, ben presto iniziò a produrre cassette e poi album su vinile e CD. Il lavoro della SOA Records è indirizzato verso la ricerca nel settore dell'Hardcore punk e del Grindcore italiano ed internazionale. La SOA Records gestisce inoltre la sottoetichetta Oi!Strike.
Negli ultimi anni l'etichetta si è impegnata soprattutto nel ristampare e riscoprire dischi dell'hardcore punk e dell'Oi! italiano.

## Produzioni

### Alcuni gruppi della SOA Records
- Affluente
- Agathocles
- Assück
- Blue Vomit
- Cani
- Charred Remains A.K.A Man Is the Bastard
- Comrades
- Concrete
- Crash Box
- Declino
- Disrupt
- The Gerogerigegege
- Kina (gruppo musicale)
- Nagant 1895
- Punk Sound Against
- Peggio Punx
- Raw Power
- Rotten Sound
- Stigmathe
- Tampax
- Ten Yard Fight
- Upset Noise

### Alcuni gruppi della Oi! Strike
- Colonna Infame Skinhead
- The 80's
- Banda Bassotti
- Razzapparte
- Rough
- Vanilla Muffins